# Светловский сельский совет
Светловский сельский совет (укр. Світлівська сільська рада, крымскотат. Tamaq Qırğız köy şurası) — согласно законодательству Украины — административно-территориальная единица в Джанкойском районе Автономной Республики Крым, расположенная в восточной части Джанкойского района, в степной зоне полуострова, у границы с Нижнегорским районом. Население по переписи 2001 года — 2519 человек, площадь около 70 км².
К 2014 году сельсовет состоял из 2 сёл:
- Светлое
- Благодатное

## История
Сельсовет был создан 16 августа 1986 год, путём выделения из состава Просторненского сельсовета. С 12 февраля 1991 года сельсовет в восстановленной Крымской АССР, 26 февраля 1992 года переименованной в Автономную Республику Крым. С 21 марта 2014 года в составе Крыма аннексирован Россией. Законом «Об установлении границ муниципальных образований и статусе муниципальных образований в Республике Крым» от 4 июня 2014 года территория административной единицы была объявлена муниципальным образованием со статусом сельского поселения.